# 한국인
한국인(韓國人, 문화어: 조선사람)은 대한민국과 조선민주주의인민공화국의 국민을 말한다.

## 국적과 민족의 차이
대한민국과 조선민주주의인민공화국은 현재 국적법상 부모양계혈통주의(父母兩系血統主義)에 따라 부모 중 한 사람만 자국 국적자여도 그 자녀는 국적자가 되며, 귀화 제도를 운영하고 있다. 특히 결혼 이민자나 한국인의 혈통을 가진 외국인에 대해서는 귀화 요건이 완화된다.

## 인구수
2020년 7월 기준으로 외국인을 제외한 대한민국의 총인구는 5,183만 여 명이고, 2016년 말 기준으로 조선민주주의인민공화국의 인구는 약 2,537만 명으로 추산되며, 2017년 기준으로 746만 명 (조선적 3만 명 포함(조선적은 일제강점기때 한민족이란 명칭에서 강제적으로 조선인이라는 명칭으로 변경된 상황에서 일본으로 건너가 대한민국 국적 또는 조선민주주의인민공화국의 국적 둘다 얻지 않은 사람들로 구성되며 재일동포에 포함된다))인 해외 거주 한인(韓人) 중 약 450만 명인 외국국적자를 제외한 전체 우리민족 수는 약 8,010만 명이다.

## 같이 보기
- 대한민국 국적법
- 조선민주주의인민공화국 국적법
- 한민족
- 조선적
- 조선족
- 조선인
- 고려인
- 재외한인
- 한국계 미국인
- 재중 한국인
- 사할린 한인
- 재일 한국인
- 한국의 문화
- 한국어
- 한국 국민주의
- 한국의 민족주의